# Тесла родстер (2020)
Тесла родстер (енгл. Tesla Roadster) је концептни електрични спортски аутомобил који развија америчка компанија Тесла. Наследник је Теслиног првог производног аутомобила из 2008. године.

## Историјат
На крају производног циклуса оригиналне прве генерације 2011. године, Илон Маск је предложио да се нова верзија родстера врати у производњу 2014. године, али овај пут без Лотусове шасије. Представљен је 2014. године под називом Тесла модел R.
2015. године је предложено да нови родстер буде способан за најбрже убрзање. Компанија каже да ће бити способан да од 0 до 100 km/h достигне за 1,9 секунде, брже од било којег легалног производног аутомобила. Први човек Тесле, Илон Маск каже да ће друга генерација поставити рекорд стазе у Нирбургрингу за продукцијске аутомобиле, који тренутно држи Ламборгини авентадор SVJ.
Компанија је у децембру 2016. потврдила да су радови за други родстер у току, али да је још увек „неколико година далеко“ од представљања. Прототип новог родстера представљен је у јесен 2017. године. Тада је најављено да ће продукцијска верзија имати три електромотора и велику погонску батерију капацитета 200 kWh. Тесла каже да ће продаја почети 2020. године, али не пре него што модел Y крене у продају.
Из компаније кажу да ће почетна цена у САД износити 200.000 долара, док ће се возила из специјалне, ограничене серије (Founder Series) продавати за 250.000 долара.
Родстер је дизајнирао као и сва Теслина возила Франц фон Холцхаузен.

## Галерија
- родстер
- задњи део
- унутрашњост, концепт